# Jim Renacci
James B. Renacci, detto Jim (Monongahela, 3 dicembre 1958), è un politico statunitense, membro della Camera dei Rappresentanti per lo stato dell'Ohio dal 2011 al 2019.

## Biografia
Nato in Pennsylvania in una famiglia italoamericana, Renacci conseguì il diploma di ragioniere e successivamente intraprese la professione di consulente finanziario.
Renacci fondò una società di consulenze che lo portò divenire milionario e in seguito divenne anche presidente dei Columbus Destroyers, una squadra di football che giocava nella Arena Football League.
Entrato in politica con il Partito Repubblicano, nel 2004 fu eletto sindaco della città dell'Ohio dove risiedeva. Renacci mantenne l'incarico fino al 2008.
Nel 2010 Renacci si candidò alla Camera dei Rappresentanti e riuscì a sconfiggere il deputato democratico in carica John Boccieri. Due anni dopo, il suo distretto venne ridisegnato in modo da divenire ancora più favorevole all'elettorato repubblicano. Renacci decise di chiedere un altro mandato e si trovò a competere contro un'altra deputata democratica, Betty Sutton. Renacci, pur partendo come favorito, riuscì a vincere le elezioni con un margine di scarto molto ristretto e rimase al Congresso.
Sposato con Tina, Renacci ha tre figli.